# Igreja de Santa Maria (Celorico da Beira)

A Igreja de Santa Maria localiza-se na freguesia de Celorico (São Pedro e Santa Maria) e Vila Boa do Mondego, na cidade e município de Celorico da Beira, no distrito da Guarda, em Portugal.
Encontra-se classificada como Imóvel de Interesse Público pelo Decreto nº 43073, publicado no DG nº 162, de 14 de julho de 1960.

## História
Desconhece-se a data da sua fundação. Alguns autores acreditam que tenha sido uma mesquita, à época da ocupação islâmica da península Ibérica. No contexto da Reconquista cristã da península, no século XIII, foi doada ao bispo da Guarda por Afonso III de Portugal.

## Características
Erguida em cantaria de pedra, assinalam-se nela quatro diferentes épocas construtivas.
A fachada do templo remonta ao século XIII; a capela-Mor e a sacristia, ao século XVII. Possui uma porta renascentista ladeada de colunas jónicas com uma inscrição referindo o ano de 1796, que se acredita corresponda a uma campanha de obras que originaram o desaparecimento de algumas e a deslocação de outras sepulturas para a sacristia.
No interior do templo é de realçar o teto de caixotões do século XVIII cuja autoria é atribuída a Isidoro de Faria. Há algumas sepulturas brasonadas e algumas inscrições nas paredes com painéis de azulejo azul e branco, sinais evidentes de que sofreu profundas alterações conforme o indica a torre do norte, de construção mais recente do que a do sul.